# Megumi Hajašibara
Megumi Hajašibara, japonsky 林原めぐみ, Hajašibara Megumi, anglicky Hayashibara Megumi (* 30. března 1967), je japonská dabérka, J-popová zpěvačka, rozhlasová osobnost, zdravotní sestřička a textařka z Tokia. Má řadu přezdívek, jako "Megu-san", "Megu-nee", "Bara-san", "Kakka" či "Daijin".
Její nejznámější role jsou Ranma Saotome (Ranma ½), Rei Ayanami (Neon Genesis Evangelion), Faye Valentine (Kovboj Bebop), Lina Inverse (Lina - Postrach banditů), Ai Haibara (Detektiv Conan), Musashi/Jessie od Rakeťáků (Pokémon) a Anna Kyoyama (Král šamanů).

## Vybrané role ze seriálů
- Hitsuji no uta (2003) jako Kōjō Chisana
- Tenshi na Konamaiki (2002) jako Amatsuka Megumi
- Love Hina Again (2002) jako Haruka Urashima
- Shaman King (2001) jako Anna Kyōyama
- Cowboy Bebop: Tengoku no tobira (2001) jako Faye Valentine
- Love Hina (2000) jako Haruka Urashima
- Vampire Hunter D: Bloodlust (2000) jako Leila
- ReReRe no tensai Bakabon (1999) jako Bakabon
- Card Captor Sakura (1999) jako Madoushi
- Queen Emeraldas (1998) jako Hiroshi Umino
- Saber Marionette J to X (1998) jako Lime
- Akihabara Dennou Gumi (1998) jako Tsubame Otori
- Cowboy Bebop (1998) jako Faye Valentine
- Lost Universe (1997) jako Canal Vorfeed
- Slayers Great (1997) jako Lina Inverse
- Slayers Try (1997) jako Lina Inverse
- Pokémon (1997) jako Musashi (aka Jessie), Fushigidane (Bulbasaur), Pigeon (Pidgeotto) – dabing
- Sorcerer Hunters (1996) jako Tira Misu
- Black Jack (1996) jako Rei Fujinami
- Saber Marionette J (1996) jako Lime
- Slayers Special (1996) jako Lina Inverse
- Slayers Return (1996) jako Lina Inverse
- Tenchi: The Movie (1996) jako Achika
- Slayers NEXT (1996) jako Lina Inverse
- Detektiv Conan (Case Closed) (1995) jako Shiho Miyano aka Ai Haibara (Sherry)
- Shadow Skill (1995) jako Ella Lagu
- Neon Genesis Evangelion (1995) jako Rei Ayanami, Yui Ikari, Pen Pen
- Slayers (1995) jako Lina Inverse
- Sailor Moon S: The Movie (1994) jako Himeko Nayotake
- Blue Seed (1994) jako Momiji Fujimiya
- DNA² (1994) jako Saeki Tomoko
- Macross Plus (1994) jako Lucy MacMillan
- The Hakkenden (1993) jako Mouya Inusaka
- Velká zkouška (1992) jako mladá Genkai
- All-Purpose Cultural Cat Girl Nuku Nuku (1992) jako Atsuko „Nuku Nuku” Natsume
- Video Girl Ai (1992) jako Ai Amano
- 3×3 Eyes (1991) jako Pai
- Magical Princess Minky Momo (1991) jako Minky Momo
- Patlabor the Movie 1 (1990) jako Weather Forecaster
- Garaga (1989) jako Kina
- Ranma ½ (1989) jako Ranma Saotome (žena)
- Gundam 0080 (1989) jako Christina „Chris” MacKenzie
- Bubblegum Crisis (1987) jako Nam
- Project A-Ko (1986) jako Ume
- Maison ikkoku (1986) jako Yosuke Nanao
- Tensai Bakabon (1971) jako Bakabon
- Anpanman (1992) jako Komusubiman
- Hello Kitty jako Hello Kitty

## Diskografie
- Half and, Half (KICS-100, 1991)
- WHATEVER (KICS-176, 1992)
- Perfume (KICS-215, 1992)
- SHAMROCK (KICS-345, 1993)
- PULSE (Futureland, TYCY-5413, 1994)
- SpHERE (KICS-430, 1994)
- Enfleurage (KICS-475, 1995)
- bertemu (KICS-590, 1996)
- Iravati (KICS-640, 1997)
- Fuwari (ふわり) (KICS-755, 1999)
- VINTAGE S (KICS-790, 2000)
- VINTAGE A (KICS-810, 2000)
- feel well (KICS-955, 2002)
- center color (KICS-1070, 2004)
- Plain (KICS-1303, 2007)
- Tanoshii Douyou (KICG-53~55, 2007)
- Slayers MEGUMIX (KICA-916~918, 2008)
- CHOICE（KICS-1548, 2010）
- VINTAGE White（KICS-1670~1671, 2011）
- Time Capsule (KICS-3192~3194, 2015)
- Duo (KICS-3346~3348, 2016)